# Crócota
O crócota (ou corócota, crocuta, leucrócota ou iena), é um cão-lobo mítico da Índia ou da Etiópia, associado à hiena e que, segundo as lendas, era inimigo mortal dos homens e dos cães.

## Menções antigas
Estrabão, que usa a palavra crocuttas (vertido como "crócutas"), descreve a fera como a cria entre um lobo e um cão (Geografia, XVI.4.16).
Plínio, em História Natural (VIII.72 e 107), teoriza o crócota como um híbrido do cão com o lobo, ou da hiena com o leão. Da hiena, Plínio escreve que "entre o povo, acredita-se que é bissexual, e torna-se macho e fêmea em anos alternados, que quando fêmea pode gerar prole sem intercurso com um macho" e que "espreita os casebres de pastores para aprender a imitar a fala humana, e depois finge ser um deles, a fim de chamar um dos outros porta afora para despedaçá-lo; também emula os enfermos, para atrair os cães selvagens e assim atacá-los; também é dito que esse animal só escava cadáveres; que fêmeas raramente caem nas armadilhas; que têm olhos com míriades de cores; que, além disso, emudece os cães quando sua sombra cai sobre eles; e que conhece certas artes mágicas para fazer com que todos os animais que o olharem três vezes fiquem enraizados no local. Quando se cruza com este gênero de animais, a leoa etíope dá à luz o corócota, que imita a voz em semelhança a de homens e  animais. Tem uma crista óssea contínua em cada maxilar, formando um dente contínuo sem gengiva."
Plínio (VIII.72-73) também tece sobre outra criatura parecida com uma hiena, o leucrócota, que descreve como "o mais rápido de todos os animais, com o tamanho de um burro, pernas de veado, pescoço, cauda e peito de leão, cabeça de texugo, cascos fendidos,  bocarra de ouvido a ouvido e uma placa óssea no lugar de fileiras de dentes — diz-se que consegue emular as vozes do gênero humano."
O estudioso bizantino Fócio, sintetizando uma obra antiga do grego Ctésias (Indica, L), escreve: "Na Etiópia, há um animal chamado crócota, chamado pelos locais de cinolico [gr. 'kynolykos', "cão-lobo"], cuja força é inacreditável. Diz-se que imita o voz do homem para ludibriá-lo, chamando-o pelo nome durante a noite e devorando-o quando se aproxima. É valente qual um leão, rápido qual um cavalo e forte qual um touro. Não pode ser vencido por qualquer arma de aço."
Cláudio Eliano (ou simplesmente Eliano), no tratado Sobre as Características dos Animais (VII.22), associa especificamente a hiena com o corócota e, mais uma vez, registra a capacidade lendária da criatura de imitar a fala humana. Porfírio, no tratado Sobre a Abstinência de Alimento Animal (III.4), escreve que "a hiena da Índia, chamada de crócota pelo indiano, fala com a mais humana das vozes, sem nunca ter professor, e entiça, para dentro do covil, todo homem a quem sabe que pode facilmente dominar."
Conta-se que crócotas tenham sido usados mais de uma vez para entreter o povo nas arenas romanas: segundo a História Augusta (Pio, X.9), o imperador Antonino Pio financiou um espetáculo com um corócota, provavelmente em comemoração à sua decenácia no ano de 148 d.C. O historiador Dião Cássio (LXXVII.1.3-5), anos depois, credita ao imperador Septímio Severo a proeza de apresentar o crócota a Roma, dizendo que essa "espécie indiana... foi, pois, introduzida em Roma pela primeira vez, até onde sei; tem as cores do leão e do tigre, e as feições de ambas feras, e ainda do cão e da raposa, curiosamente misturados."
Mais tarde, bestiários da Idade Média confundiram estas diversas mênçãos, de modo que a criatura mítica acabou ganhando diferentes nomes e variadas características, tanto reais e inventadas. Dentre essas características nunca encontradas em fontes antigas, estava a ideia de que os olhos do crócota se tornavam pedras preciosas quando arrancados e que davam poderes oraculares a quem as colocasse sob a língua.

## Semelhanças com a hiena
O nome científico da hiena-malhada (Crocuta crocuta) é inspirado no crócota mitológico, e também há algumas semelhanças na forma como é descrita. Hienas têm dentes e mandíbulas fortíssimas, um metabolismo capaz de digerir ampla gama de alimentos, e são infames por escavar sepulturas atrás de corpos humanos para se alimentar e pelas enervantes vocalizações semelhantes às humanas (como a famosa risada). Folclores locais sobre as hienas muitas vezes dão-lhes poderes, como a mudança de gênero (pois é difícil distinguir delas machos e fêmeas), metamorfose e emulação da voz humana.
Tudo o que embasa as crenças folclóricas em torno da hiena podem ter contribuído para o surgimento do mito do crócota.

## Cultura popular
O episódio Long Distance Call (terceira temporada, episódio 14) da série de televisão Supernatural, apresenta um crócota de dentes afiados, que se disfarça de ser humano e que utiliza os meios modernos de comunicação (telefones, computadores, etc.) para imitar a voz de pessoas falecidas e convencer os entes queridos delas a se matarem, devorando-lhes a alma logo em seguida.
O escritor argentino Jorge Luis Borges, no Livro de Seres Imaginários, cita e explana sobre o crócota e o leucrócota.